# Episodi di Oltre la legge - L'informatore (prima stagione)
La prima stagione della serie televisiva Oltre la legge - L'informatore è stata trasmessa in anteprima negli Stati Uniti d'America dalla CBS tra il 16 settembre 1987 e il 28 marzo 1988.
| nº | Titolo originale              | Titolo italiano | Prima TV USA      | Prima TV Italia |
| -- | ----------------------------- | --------------- | ----------------- | --------------- |
| 1  | Pilot (Part 1)                |                 | 16 settembre 1987 |                 |
| 2  | Pilot (Part 2)                |                 | 16 settembre 1987 |                 |
| 3  | New Blood                     |                 | 24 settembre 1987 |                 |
| 4  | The Loose Cannon              |                 | 1º ottobre 1987   |                 |
| 5  | The Birthday Surprise         |                 | 8 ottobre 1987    |                 |
| 6  | One on One                    |                 | 15 ottobre 1987   |                 |
| 7  | Prodigal Son                  |                 | 22 ottobre 1987   |                 |
| 8  | A Deal's a Deal               |                 | 29 ottobre 1987   |                 |
| 9  | The Marriage of Heaven & Hell |                 | 5 novembre 1987   |                 |
| 10 | No One Gets Out of Here Alive |                 | 12 novembre 1987  |                 |
| 11 | Last Rites for Lucci          |                 | 19 novembre 1987  |                 |
| 12 | Independent Operator          |                 | 4 gennaio 1988    |                 |
| 13 | Fascination for the Flame     |                 | 11 gennaio 1988   |                 |
| 14 | Smokey Mountain Requiem       |                 | 18 gennaio 1988   |                 |
| 15 | Player to Be Named Now        |                 | 25 gennaio 1988   |                 |
| 16 | The Merchant of Death         |                 | 1º febbraio 1988  |                 |
| 17 | Not for Nothing               |                 | 8 febbraio 1988   |                 |
| 18 | Squeeze                       |                 | 15 febbraio 1988  |                 |
| 19 | Blood Dance                   |                 | 22 febbraio 1988  |                 |
| 20 | Phantom Pain                  |                 | 14 marzo 1988     |                 |
| 21 | Dirty Little Wars             |                 | 21 marzo 1988     |                 |
| 22 | Date with an Angel            |                 | 28 marzo 1988     |                 |